# Liste des supérieurs de la mission de Lunda
Liste des supérieurs de la mission de Lunda
La mission sui juris de Lunda est créée en 1900 et supprimée en 1940.

## Liste des supérieurs de la mission
- 1900-4 mai 1926 : ?
- 4 mai 1926-1940 : Giovanni Cardona

## Sources
- L'ANNUAIRE PONTIFICAL, sur le site http://www.catholic-hierarchy.org, à la page